# Samaël
Pour les articles homonymes, voir Samael (homonymie).
 (avril 2010).
Si vous disposez d'ouvrages ou d'articles de référence ou si vous connaissez des sites web de qualité traitant du thème abordé ici, merci de compléter l'article en donnant les références utiles à sa vérifiabilité et en les liant à la section « Notes et références ».
Samaël est une figure angélique de la tradition juive. Il participe au Péché originel. Samaël est un ange déchu tout comme Azraël. Lors de sa chute il est devenu Satan (l'accusateur, l'adversaire). Dans la Kabbale, il est présenté comme l'époux de Lilith.

## Étymologie
Dans la littérature de l'Antiquité, le nom apparait sous les formes Sammane, Semiel, Samael ou Sammuel. Il semble lié à la racine sum qui signifie « aveugle ».

## Période du Second Temple
Samaël n'apparaît pas dans la Bible. Sa figure apparaît pour la première fois dans les textes apocryphes et pseudépigraphiques  de la période du Second Temple. Dans le Livre éthiopien d'Hénoch (IIe / Ier siècle av. J.-C.), Samaël n'est que l'un des anges rebelles qui descendent sur la Terre pour corrompre les filles des hommes. Dans l'Apocalypse grecque de Baruch (Ier siècle), le nom apparait sous la forme Sammuel. L'ange Sammuel est présent dans le jardin d’Éden lors du Péché originel. Il a planté l'Arbre de la connaissance du bien et du mal. Jaloux d'Adam, il prend la forme d'un serpent pour tenter Ève, à la suite de quoi il est appelé Satan. Dans l'Ascension d'Isaïe (Ier / IIe siècle), il est la personnification du mal. Il y est aussi appelé Béliar (Bélial) ou Satan. Il utilise le roi de Juda Manassé, que la tradition biblique considère comme un mauvais roi, pour se venger du prophète Isaïe et le tuer. Les Oracles sibyllins citent Samaël comme l'un des anges du Jugement.

## Littérature rabbinique

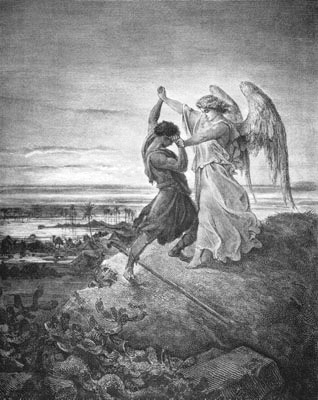
Jacob luttant avec l'ange par Gustave Doré (1855). Cet ange est identifié dans la littérature rabbinique comme étant l'archange Samaël.

Dans les midrashim, Samaël occupe la fonction d'accusateur. Il se tient au côté de l'ange Michael face à la Shekhina pendant l'Exode ou aux côtés de l'ange Gabriel dans l'histoire de Tamar. Il est l'ange gardien d'Esaü lors de la lutte de Jacob avec l'ange. Dans le midrash Yelammedenu sur Exode 14.25, il a une action positive car c'est lui qui repousse les roues des chars des Égyptiens à la poursuite des Hébreux pendant le passage de la mer Rouge. Le midrash Pirqé de-Rabbi Éliézer rapporte plusieurs traditions au sujet de Samaël. Il s'oppose à Adam et tente Ève alors qu'il chevauche le serpent. Comme Satan, il est l'accusateur du Peuple de Palestine. Lors du Yom Kippour, le Bouc émissaire lui est destiné.

## Dans la Kabbale
À partir du XIIIe siècle, de nouveaux détails tirés de la littérature kabbalistique viennent enrichir le mythe de Samaël. Dans certains récits, sa naissance est associée à celle de Lilith. Selon le Zohar, il émerge spontanément en même temps que Lilith. Les deux sont liés au caractère sévère de la justice divine (la sephira Gevura selon la terminologie kabbalistique). La manifestation de cet attribut de la rigueur présente en effet une analogie avec le mal (Zohar I 148a, Sitre Torah). Dans une autre tradition, Lilith et Samaël sont en fait un seul être androgyne, à l'image de Dieu. Ils sont apparus de dessous le Trône Divin.
Dans la démonologie des Midrachim et du Zohar (Le Livre des splendeurs), Samaël est l'époux de Lilith, la femme de la dépravation. Lorsque Samaël rencontre Lilith, il l’épouse et s’installe avec elle dans la vallée de Jehanum (Guei Hinnom, la Géhenne), où il prend le nom d’Adam-Bélial.

Il est assimilé au serpent qui aurait incité Ève à commettre le péché originel.
«Nous avons appris que Samaël, l’Ange, est descendu du ciel à cheval sur ce serpent à cette époque. Toutes les créatures ont vu son visage et se sont enfuis. Puis Samaël et le serpent se sont approchés de la femme et lui disait des mots, et a apporté la mort sur le monde.» Zohar
Il fut également l'adversaire mythique de Moïse, dont l'archange Michel lui disputa le cadavre. Aussi appelé le chef des Dragons du mal, il est généralement tenu pour responsable du torride vent chaud du désert.

## Ésotérisme

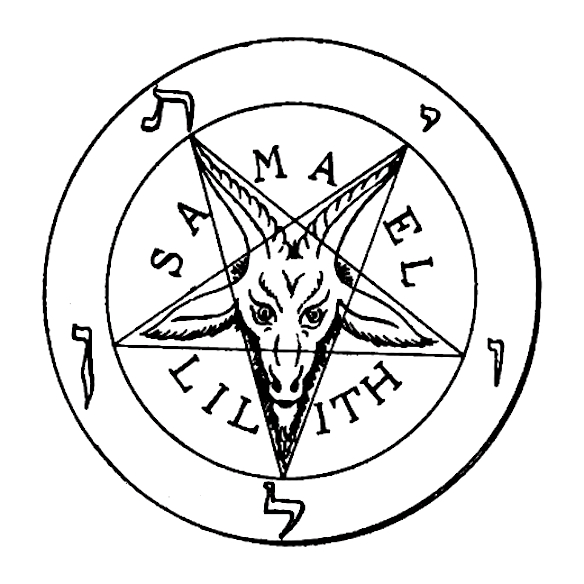
Un symbole du couple gnostique déchu Samaël/Lilith issu du livre La Clef de la Magie Noire par Stanislas de Guaita en 1897.

Dans le « Livre chaldéen des Nombres », évoqué seulement dans l'œuvre ésotérique occulte de Helena Petrovna Blavatsky, La Doctrine secrète, Samaël serait détenteur de la Sagesse cachée (occulte), tandis que Michaël serait celui de la Sagesse terrestre supérieure. Les deux sagesses émanent de la même source, mais divergent après leur délivrance de l'âme, qui sur la Terre est Mahat (compréhension intellectuelle), ou Manas (le siège de l'intellect). Elles divergent, parce que Michaël est influencé par Neschamah (âme sacrée), tandis que Samaël n'est influencé par rien.
La figure de Samaël est souvent mentionnée par l'ésotériste et occultiste Víctor Manuel Gómez Rodríguez comme étant l'archange ésotérique régissant le logos de la planète Mars. Il attribue le nom de Samaël au Dieu de la Guerre, au Dieu Arès. Il expose la divinité de Samaël comme un bodhisattwa tombé, un mauvais demiurge plutôt qu'un archange ou ange déchu.

## Dans la fiction
- Samaël apparaît dans la bande dessinée Les Éthiopiques de Hugo Pratt (22e –  Et d'autres Roméo et d'autres Juliette) et À l'ouest de l'Éden. Il apparait aussi dans l'album MŪ de Corto Maltese.
- Dans le jeu vidéo Darksiders, Samaël est un démon emprisonné depuis des lustres, représentant jadis une menace pour le Prince des Enfers. Guerre, le protagoniste du jeu, le libère et restaure sa puissance en lui rapportant le cœur de chacun des quatre « Élus » du Destructeur. En retour, Samaël octroie à Guerre une partie de ses pouvoirs et l'amène directement à la Tour du Destructeur. Dans la bande dessinée servant de prologue à l'histoire, Samaël a une relation avec une démone nommée Lilith, comme dans la Kabbale.
- Samaël est le nom du démon vénéré par la secte dans la série de jeux vidéo Silent Hill.
- Samaël est le chef des démons, incarné par Dwaine Stevenson, dans le film Gabriel de 2007.
- Dans le manga japonais Ao no Exorcist, on apprend dans le chapitre 39 que Mephisto Phélès est en réalité Samaël, le roi du temps (un des huit démons-rois de la famille royale des démons).
- Dans le film Hellboy de Guillermo del Toro, adapté du comic de Mike Mignola, Samaël est un démon retenu dans une relique par le sel de larmes d'anges, il est libéré par le sorcier  Rasputin.
- Dans la série Salem (série télévisée), Samael est ramené par les sorcières  et utilise le corps du fils de Marie Sybley comme hôte.
- Dans la série Lucifer (série télévisée), Samaël et Lucifer/Satan ne sont qu'une et même personne, présenté ici en tant que Lucifer Morningstar, patron de boîte de nuit et consultant de la police de Los Angeles.
- Dans la série Sandman (série télévisée), Lucifer Porte Lumière, Astre du Matin, est le roi du royaume des Enfers. Il est l'archange déchu Samaël.

## Dans les arts
- Samiel, le chasseur noir, est un personnage de l'opéra Der Freischütz de Carl Maria von Weber.
- Samael (sans tréma) est un groupe de black metal suisse fondé en 1988 par deux frères, Vorphalack et Xytraguptor.